# Forti FG01
Der Forti FG01 war der erste Formel-1-Rennwagen des italienischen Rennstalls Forti Corse, der 1995 in der Formel-1-Weltmeisterschaft an den Start gebracht wurde. Im Folgejahr erschien er vorübergehend unter der Bezeichnung FG01B. Der Forti galt als das langsamste Auto des Starterfeldes.

## Hintergrund
Der 1970 von Guido Forti gegründete Rennstall Forti Corse nahm seit 1987 an der Internationalen Formel-3000-Meisterschaft teil. Forti gehörte zu den beständigsten Teams dieser Serie. Es erzielte einige Siege, gewann aber nie den Meistertitel. Seit 1992 beschäftigte sich Guido Forti mit dem Aufstieg in die Formel 1. Zwei Jahre später erschlossen sich, vermittelt durch den brasilianischen Rennfahrer Pedro Diniz, hinreichende Geldquellen, die das Formel-1-Projekt realisierbar machten: Diniz’ Vater, der in Brasilien eine Supermarktkette besaß, und der Geschäftsmann Carlo Gancia waren bereit, Forti 1995 zu unterstützen. Guido Forti sah die größte Herausforderung in der Notwendigkeit, erstmals in der Teamgeschichte ein eigenes Auto konstruieren zu müssen. Er legte die erste Saison als Lehrjahr an und gab bei der Konzeption des Autos der Zuverlässigkeit den Vorrang gegenüber der Schnelligkeit. Der FG01, Fortis erstes Formel-1-Auto, erfüllte diese Vorgabe: In mehr als der Hälfte aller Rennen des Jahres 1995 kam es ins Ziel, allerdings war es das mit Abstand langsamste Fahrzeug der Starterfeldes.

## Entstehungsgeschichte
In der Motorsportliteratur besteht Einigkeit darüber, dass der FG01 keine vollständige Neukonstruktion war. Er verwendete vielmehr zahlreiche Konzepte deutlich älterer Autos. Die meisten Beobachter sehen in ihm eine Verbindung von Brabham- und Fondmetal-Komponenten und datieren seine Wurzeln auf das Jahr 1991. Einer der Konstrukteure des Autos war der argentinische Ingenieur Sergio Rinland, der Ende 1991 für Brabham ein Fahrzeug für die Saison 1992 entwickelt hatte. Das als Brabham BT61 konzipierte Auto war eine Weiterentwicklung des 1991er Modells BT60Y. Aus Geldmangel wurde der BT61 bei Brabham nicht verwirklicht. Anfang 1992 verkaufte Rinland, der sich inzwischen mit einem Betrieb namens Astauto in Großbritannien selbständig gemacht hatte, die Konstruktion mit wenigen Änderungen an das italienische Fondmetal-Team von Gabriele Rumi, das sie bei einigen Rennen unter der Bezeichnung Fondmetal GR02 einsetzte. Rinland arbeitete im Sommer 1992 an einer Weiterentwicklung für das Jahr 1993, die allerdings nicht mehr umgesetzt wurde, da Fondmetal im September 1992 insolvent wurde und den Rennbetrieb einstellte. Im Sommer 1994 kaufte Forti die zwei Jahre alten Rinland-Konstruktionen auf. Rinland, der ehemalige Osella-Konstrukteur Giorgio Stirano und der frühere Minardi-Mitinhaber Giacomo Caliri überarbeiteten die Pläne im Herbst 1994. Daraus wurde der Forti FG01.

## Technik

### 1995

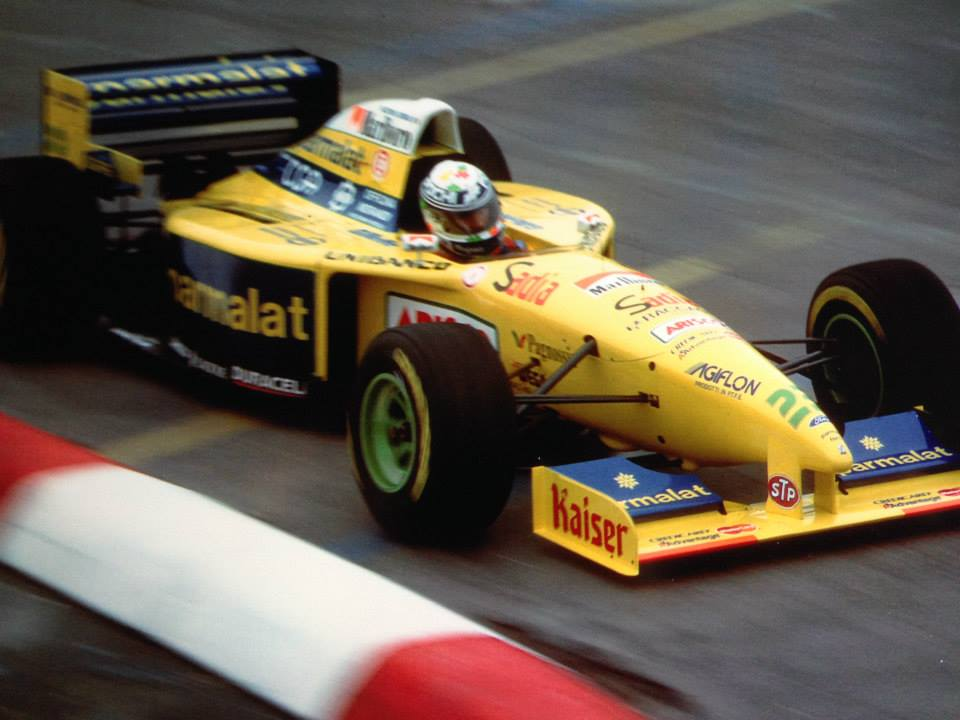
Forti FG01

Der FG01 war ein „sehr konventionelles Auto“. Die Aufhängung bestand vorn und hinten aus Doppelquerlenkern und Schubstreben. Als Antrieb diente in der 1995er Ausgangsversion der Cosworth ED, ein Achtzylindermotor, der eine Weiterentwicklung des bereits 1989 entstandenen HB war. Er leistete im Renneinsatz etwa 600 und im Qualifikationstrim etwa 630 PS. Damit war er etwa 100 PS schwächer als der Zwölfzylindermotor von Ferrari. Vergleichbare Motoren wurden 1995 auch von Minardi, Simtek und Pacific eingesetzt.
Die Kraft wurde über ein manuell zu schaltendes quer eingebautes Sechsganggetriebe übertragen. Forti war das einzige Team, das 1995 kein halbautomatisches Getriebe einsetzte. Ein halbautomatisches Getriebe wurde im September 1995 getestet, es kam allerdings abgesehen vom Qualifikationstraining in Japan nie zum Einsatz. Für eine zielführende Entwicklung fehlte es dem Team an Geld und an der erforderlichen Infrastruktur.
Zu den Schwachpunkten des Autos gehörten neben dem veralteten Motor die Aerodynamik und das hohe Gewicht. In seiner ursprünglichen Fassung hatte der FG01 keine Airbox, dafür aber sehr breite Seitenkästen. Optisch ähnelte er damit eher einem Formel 3000- als einem Formel-1-Auto. Zum ersten Rennen des Jahres führte Forti eine Airbox ein. Der FG01 war zudem ein übergewichtiges Auto. Bei den ersten Rennen des Jahres 1995 lag das Gewicht mehr als 60 kg über dem zulässigen Mindestgewicht.
Im Laufe des Sommers 1995 erfuhr der FG01 mehrere Überarbeitungen. Zunächst wurden die Seitenkästen überarbeitet, später wurde das Gewicht des Autos so weit reduziert, dass es annähernd das Mindestgewicht erreichte. Zum Großen Preis von Spanien bekam der Wagen eine neue Hochnase, später gab es neue Kühler, und in Deutschland wurde der Radstand um 5 cm verlängert. In einigen Quellen wird das überarbeitete Fahrzeug als FG01/2 geführt, andere Quellen bezeichnen es unrichtig als FG02.

### 1996
Forti konnte die Saison 1996 nicht mit einem neuen Fahrzeug beginnen. Der Weggang von Pedro Diniz zu Ligier und der damit verbundene Abzug seiner Sponsoren hatte eine finanzielle Schieflage des Teams hervorgerufen, die zu einer Verzögerung der Fertigstellung des neuen Forti FG03 führte. Daher musste das Team die Saison mit einer überarbeiteten Version des FG01 beginnen, die als FG01B bezeichnet wurde. Der wesentlichste Unterschied bestand darin, dass der FG01B die seit Saisonbeginn erforderliche Crashstruktur im Cockpitbereich aufwies. Sie wirkte „plump aufgesetzt“ und weniger elegant als bei den konkurrierenden Teams. Sie machte das Auto wiederum schwerer. Anders als im Vorjahr setzte Forti 1996 wiederum Kundenmotoren von Cosworth ein. Anders als im Vorjahr, handelte es sich nicht mehr um den ED-Achtzylinder, sondern um den ECA, mit dessen Urversion Michael Schumacher 1994 bei Benetton die Fahrerweltmeisterschaft gewonnen hatte. Dieser Motor war im Vorjahr in der 3,0-Liter-Version bei Sauber gelaufen, hatte 1996 aber keinen Leistungsvorteil mehr gegenüber den herkömmlichen ED-Kundenmotoren. 
Weder 1995 noch 1996 hatte Forti genug Geld für Testfahrten. Zwischen den Rennen wurden die FG01 kaum bewegt. Dadurch wurden die Rennen zu Testfahrten.

## Renneinsätze

### 1995

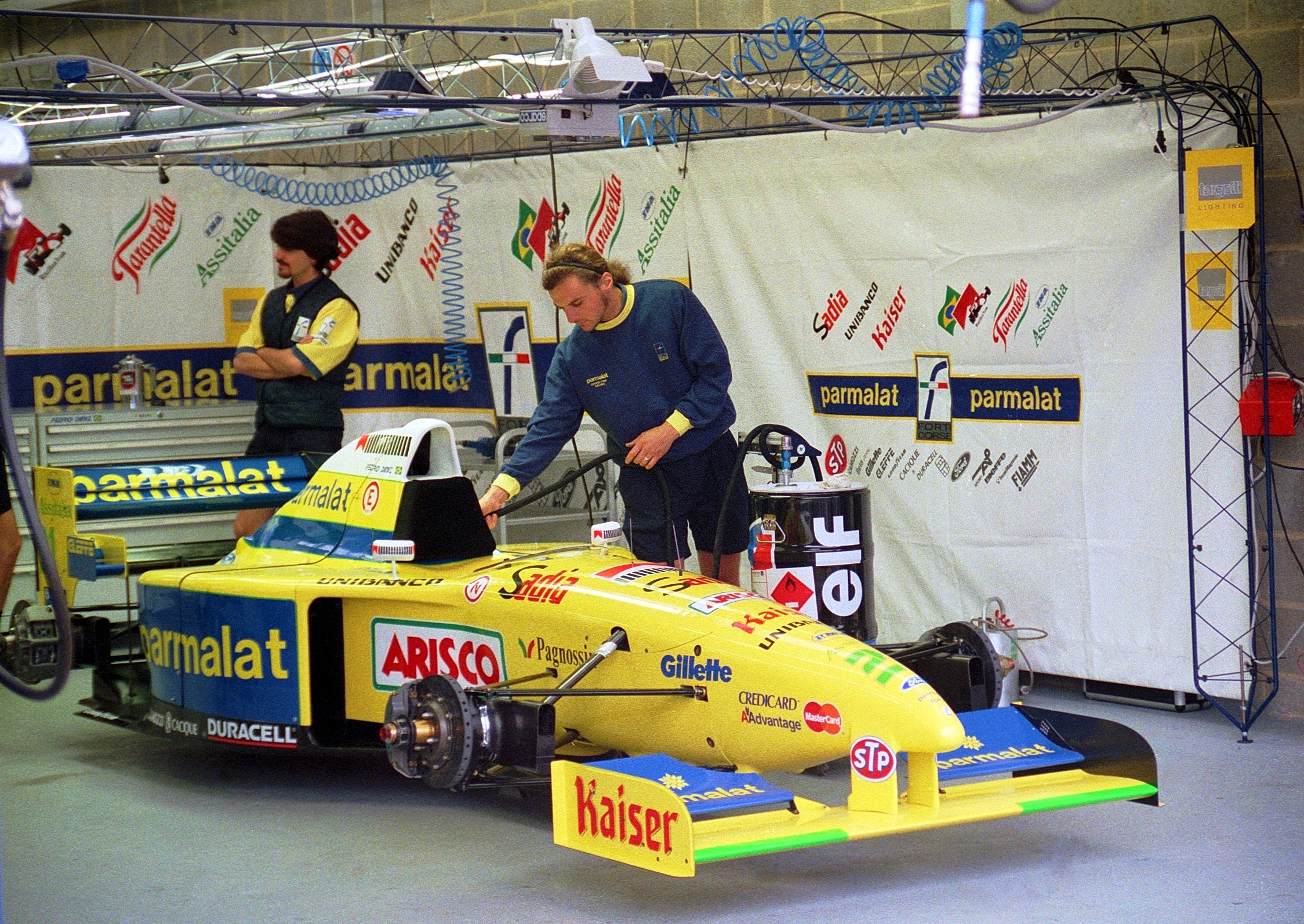
Fortis Box beim Großen Preis von Großbritannien 1995 in Silverstone

In der Debütsaison trat Forti mit den Brasilianern Pedro Diniz und Roberto Moreno an. Entsprechend der Herkunft der Fahrer und der Hauptsponsoren war das Auto in den brasilianischen Farben Gelb, Grün und Blau lackiert. Moreno sollte im Herbst durch Hideki Noda ersetzt werden; die FIA verweigerte dem japanischen Rennfahrer allerdings die Superlizenz.
Zu den Testfahrten vor Saisonbeginn war nur ein FG01 einsatzbereit. Das zweite Auto wurde erstmals am Donnerstag vor dem Großen Preis von Brasilien aufgebaut. In den ersten Rennen des Jahres gingen die Forti-Piloten regelmäßig aus der letzten Startreihe ins Rennen; erst im Laufe des Sommers, als das finanziell angeschlagene Pacific-Team mit unerfahrenen Paydrivern antrat, konnten sich Diniz oder Moreno gelegentlich für die vorletzte Reihe qualifizieren. Diniz kam im Laufe der Saison zehn-, Moreno achtmal ins Ziel. Das beste Ergebnis des Teams war Diniz’ siebter Platz beim letzten Rennen des Jahres in Australien. Infolge der geringen Höchstgeschwindigkeit des FG01 wurden beide Fahrer in jedem Rennen mehrfach überrundet; meist betrug ihr Rückstand auf den Sieger fünf oder sechs Runden, in Argentinien sogar neun. Nach dem Großen Preis von Deutschland fragte Damon Hill:
„Wie viele Fortis waren diesmal auf der Strecke? Alle fünf Minuten habe ich ein gelbes Auto überholt. Es müssen sieben oder acht Fortis gewesen sein …“
Im Laufe der Saison 1995 erzielte Forti ebenso wie Simtek und Pacific keine Weltmeisterschaftspunkte. Da die britischen Konkurrenzteams anders als Forti aber keine Einzelpositionierung auf Rang sieben erreicht hatten, wurde Forti vor Simtek und Pacific in der Konstrukteursmeisterschaft gewertet.

### 1996

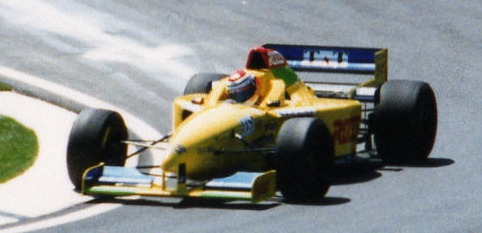
Forti FG01B beim Großen Preis von San Marino 1996

Die Formel-1-Saison 1996 brachte neben einigen technischen Regeländerungen auch ein neues Erfordernis der Qualifikation: Am Rennen durften nur die Fahrer teilnehmen, deren Qualifikationszeiten nicht mehr als 107 Prozent der Rundenzeit des Polesitters betrug (sogenannte 107-Prozent-Regel). Dieses Erfordernis war auf Betreiben von Bernie Ecclestone mit Blick auf Forti ins Regelwerk aufgenommen worden: Ecclestone hielt langsam fahrende Autos und schwach finanzierte Teams für ein Hindernis und versuchte, sie aus der Formel 1 zu drängen. Tatsächlich wurde die 107-Prozent-Regel zu einer großen Herausforderung für Forti.
Das Team trat in der Saison 1996 mit den italienischen Fahrern Andrea Montermini und Luca Badoer an. Beide Piloten schafften je zweimal die Qualifikation, Badoer verpasste sie zwei- und Montermini dreimal. Montermini kam mit dem FG01B in Imola als Zehnter ins Ziel, Badoer in Argentinien als Elfter.
In Monaco traten erstmals beide Forti-Piloten mit dem neu entwickelten FG03 an.

## Ergebnisse
| Fahrer               | Nr.                  | 1   | 2   | 3  | 4   | 5   | 6   | 7   | 8   | 9   | 10  | 11 | 12  | 13 | 14  | 15 | 16  | 17  | Punkte | Rang |
| -------------------- | -------------------- | --- | --- | -- | --- | --- | --- | --- | --- | --- | --- | -- | --- | -- | --- | -- | --- | --- | ------ | ---- |
| Formel-1-Saison 1995 | Formel-1-Saison 1995 |     |     |    |     |     |     |     |     |     |     |    |     |    |     |    |     |     | 0      | –    |
| Pedro Diniz          | 21                   | 10  | DNF | 15 | DNF | 10  | DNF | DNF | DNF | DNF | DNF | 13 | 9   | 16 | 13  | 17 | DNF | 7   | 0      | –    |
| Roberto Moreno       | 22                   | DNF | DNF | 16 | DNF | DNF | DNF | 16  | DNF | DNF | DNF | 14 | DNF | 17 | DNF | 16 | DNF | DNF | 0      | –    |

| Fahrer               | Nr.                  | 1   | 2   | 3   | 4   | 5   | 6 | 7 | 8 | 9 | 10 | 11 | 12 | 13 | 14 | 15 | 16 | Punkte | Rang |
| -------------------- | -------------------- | --- | --- | --- | --- | --- | - | - | - | - | -- | -- | -- | -- | -- | -- | -- | ------ | ---- |
| Formel-1-Saison 1996 | Formel-1-Saison 1996 |     |     |     |     |     |   |   |   |   |    |    |    |    |    |    |    | 0      | –    |
| Luca Badoer          | 22                   | DNQ | 11  | DNF | DNQ |     |   |   |   |   |    |    |    |    |    |    |    | 0      | –    |
| Andrea Montermini    | 23                   | DNQ | DNF | 10  | DNQ | DNQ |   |   |   |   |    |    |    |    |    |    |    | 0      | –    |

| Legende  | Legende            | Legende                                                          |
| Farbe    | Abkürzung          | Bedeutung                                                        |
| -------- | ------------------ | ---------------------------------------------------------------- |
| Gold     | –                  | Sieg                                                             |
| Silber   | –                  | 2. Platz                                                         |
| Bronze   | –                  | 3. Platz                                                         |
| Grün     | –                  | Platzierung in den Punkten                                       |
| Blau     | –                  | Klassifiziert außerhalb der Punkteränge                          |
| Violett  | DNF                | Rennen nicht beendet (did not finish)                            |
| Violett  | NC                 | nicht klassifiziert (not classified)                             |
| Rot      | DNQ                | nicht qualifiziert (did not qualify)                             |
| Rot      | DNPQ               | in Vorqualifikation gescheitert (did not pre-qualify)            |
| Schwarz  | DSQ                | disqualifiziert (disqualified)                                   |
| Weiß     | DNS                | nicht am Start (did not start)                                   |
| Weiß     | WD                 | zurückgezogen (withdrawn)                                        |
| Hellblau | PO                 | nur am Training teilgenommen (practiced only)                    |
| Hellblau | TD                 | Freitags-Testfahrer (test driver)                                |
| ohne     | DNP                | nicht am Training teilgenommen (did not practice)                |
| ohne     | INJ                | verletzt oder krank (injured)                                    |
| ohne     | EX                 | ausgeschlossen (excluded)                                        |
| ohne     | DNA                | nicht erschienen (did not arrive)                                |
| ohne     | C                  | Rennen abgesagt (cancelled)                                      |
| ohne     | keine WM-Teilnahme |                                                                  |
| sonstige | P/fett             | Pole-Position                                                    |
| sonstige | 1/2/3/4/5/6/7/8    | Punktplatzierung im Sprint-/Qualifikationsrennen                 |
| sonstige | SR/kursiv          | Schnellste Rennrunde                                             |
| sonstige | *                  | nicht im Ziel, aufgrund der zurückgelegten Distanz aber gewertet |
| sonstige | ()                 | Streichresultate                                                 |
| sonstige | unterstrichen      | Führender in der Gesamtwertung                                   |